# Bibliographie sur la sociologie de la famille
 (septembre 2010).
Si vous disposez d'ouvrages ou d'articles de référence ou si vous connaissez des sites web de qualité traitant du thème abordé ici, merci de compléter l'article en donnant les références utiles à sa vérifiabilité et en les liant à la section « Notes et références ».
 (août 2024).
- Si vous ne connaissez pas le sujet, laissez ce bandeau (vous pouvez alors contacter les auteurs).
- Si vous supprimez le contenu mis en cause (vous pouvez préalablement contacter les auteurs),

argumentez précisément cette suppression dans la page de discussion
(un manque de référence n'est pas un argument ; une recherche réelle de référence doit avoir été effectuée, être formellement documentée).

## Ouvrages

### A
- (en) J. Aldous, Family Careers, Thousand Oaks, Sage, 1996
- Philippe Ariès, L'enfant et la vie familiale sous l'ancien Régime, Paris, Seuil, 1973
- Claudine Attias-Donfut et Martine Segalen, Grands-parents, la famille à travers les générations, Paris, Odile Jacob, 1998
- Claudine Attias-Donfut et al., Le nouvel esprit de famille, Paris, Odile Jacob, 2002

### B
- Bernadette Bawin-Legros, Sociologie de la famille : Le lien familial sous questions, Bruxelles, De Boeck, 1996
- Bernadette Bawin-Legros, Le nouvel ordre sentimental : à quoi sert la famille aujourd’hui ?, Paris, Payot, 2003
- (en) Gary Becker, A Treatise on the Family, Cambridge (Massachusetts, É.-U.), Harvard University Press, 1981
- (en) R.O. Blood et D.H. Wolfe, Husbands and Wives : the Dynamics of Family Living, New York, Free Press, 1960
- Thierry Blöss, Les liens de famille, Paris, PUF, 1997
- Daniel Borrillo, Éric Fassin et Marcela Iacub (dir.), Au-delà du PACS : L’expertise familiale à l’épreuve de l’homosexualité, Paris, PUF, 1999 (ISBN 978-2-13-051990-4)
- Bughin et al., La parenté, une affaire d’État, Paris, L’Harmattan, 2003
- (en) E.W. Burgess, H.J. Locke et M. Thomes, The Family : From Institution to Companionship, New York, American Book, 1960 (1re éd. 1949)

### C
- Sylvie Cadolle, Être parent, être beau-parent : La recomposition de la famille, Paris, Odile Jacob, 2000
- (en) Andrew Cherlin, Marriage, Divorce, Remarriage, Revised and Enlarged Edition : Social Trends in the United States, Cambridge, MA, É.-U., Harvard University Press, 1992, 244 p. (ISBN 978-0-674-55082-7)
- (en) Andrew Cherlin, Public and Private Families, Boston, McGraw Hill, 1999
- Catherine Cicchelli-Pugeault et Vincenzo Cicchelli, Les théories sociologiques de la famille, Paris, La Découverte, 1999
- Josette Coenen-Huther, La mémoire familiale, Paris, L’Harmattan, 1994
- Josette Coenen-Huther, J. Kellerhals et M. von Allmen, Les réseaux de solidarité dans la famille, Lausanne, Réalités sociales, 1994
- Jacques Commaille, Misères de la famille, question d’État, Paris, Presses de Sciences Po, 1996
- Jacques Commaille et François de Singly (dir.), La question familiale en Europe, Paris, L’Harmattan, 1997
- Jacques Commaille et Claude Martin, Les enjeux politiques de la famille, Paris, Bayard, 1998
- Jacques Commaille, Pierre Strobel et Michel Villac, La politique de la famille, La Découverte, 2002

### D
- Jean-François Dortier (coord.), Familles. Permanences et métamorphoses, Auxerre, Sciences humaines, 2002
- Jean-Hugues Déchaux, Sociologie de la famille, Paris, La Découverte, 2009
- Sébastien Dupont, La Famille aujourd'hui. Entre tradition et modernité, Auxerre, éd. Sciences Humaines, 2017
- Émile Durkheim, « Introduction à la sociologie de la famille », Annales de la Faculté des lettres de Bordeaux, no 10,‎ 1888, p. 257-281
- Émile Durkheim, « La famille conjugale », Revue philosophique, no 90,‎ 1921, p. 2-14
- Paul Durning, L’éducation familiale : acteurs, processus et enjeux, Paris, PUF, 2000

### E
- (en) J. R. Eshleman, The Family : An Introduction, Boston, Allyn and Bacon, 1997

### F
- Georges Falconnet et Nadine Lefaucheur, La fabrication des mâles, Paris, Seuil, 1975
- J.-L. Flandrin, Famille, parenté, maison, sexualité dans l'ancienne société, Paris, Hachette, 1976

### G
- (en) R. J. Gelles, Contemporary Families : A Sociological View, Londres, Sage, 1995
- (en) Anthony Giddens, Modernity and Self-identity, Cornwall, Polity Press, 1992
- (en) Anthony Giddens, The Transformation of Intimacy : Sexuality, Love and Eroticism in Modern Societies, Stanford, Stanford University Press, 1994
- Alain Girard, Le choix du conjoint, Paris, P.U.F, 1964
- Martine Gross (dir.), Homoparentalités : État des lieux, nouvelle édition revue et augmentée, Paris, Érès, 2005, 2e éd.
- Jack Goody, L’évolution du mariage et de la famille en Europe, Paris, Armand Colin, 1997
- Jack Goody, La famille en Europe, Paris, Seuil, 2001
- Serge Guérin (dir.), De la Famille aux familles, Paris, La Documentation Française, 2007
- Marianne Gullestad et Martine Segalen (dir.), La famille en Europe, parenté et perpétuation familiale, Paris, La Découverte, 1995

### H
- Werner Haug, Les familles en mutation : Informations et données de la statistique officielle, Berne, Commission de coordination pour les affaires familiales, 1998

### K
- Jean-Claude Kaufmann, Sociologie du couple, Paris, Presses universitaires de France, 1993
- Jean-Claude Kaufmann, La chaleur du foyer : Analyse du repli domestique, Paris, Méridiens - Klinksieck, 1988
- Jean-Claude Kaufmann, La trame conjugale, Paris, Nathan, 2002 (1re éd. 1992)
- Jean-Claude Kaufmann (dir.), Faire ou faire faire : Familles et services, Rennes, Presses Universitaires de Rennes, 1996
- Jean Kellerhals, E. Widmer et R. Levy, Mesure et démesure du couple : Cohésion, crises et résilience dans les couples contemporains, Paris, Payot, 2004
- Jean Kellerhals, M. Modak et D. Perrenoud, Le sentiment de justice dans les relations sociales, Paris, Presses universitaires de France, 1997
- Jean Kellerhals, P.Y. Troutot et E. Lazega, Microsociologie de la famille, Paris, Presses universitaires de France, coll. « Que sais-je ? », 1994
- Jean Kellerhals et C. Montandon, Les stratégies éducatives des familles : Milieu social, dynamique familiale et éducation des préadolescents, Lausanne, Delachaux et Niestlé, 1991
- Jean Kellerhals et al., Mariages au quotidien : Inégalités sociales, tensions culturelles et organisation familiale, Lausanne, P.-M. Favre, 1982
- (en) Kirkpatrick, Clifford, Do You Want Your Wife to Work After the War?, Washington, War Department, juin 1944 (lire en ligne)
- (en) Kirkpatrick, Clifford, Can War Marriages Be Made to Work?, Washington, War Department, novembre 1944 (lire en ligne)
- (en) Kirkpatrick, Clifford, What Science Says About Happiness In Marriage, Minneapolis, Burgess Pub. Co., 1947
- (en) Kirkpatrick, Clifford, The Family, As Process And Institution, New York, Ronald Press, 1955 (lire en ligne)
- (en) D.M. Klein et J.M. White, Family Theories : An Introduction, Thousand Oaks, Sage, 1996

### L
- Bernard Lahire, Tableaux de famille : heurts et malheurs scolaires en milieux populaires, Paris, Gallimard - Seuil, 1995
- Gabriel Langouet (dir.), Les nouvelles familles : L’état de l’enfance en France, Paris, Hachette, 1998
- Pierre Laroque, Rémi Lenoir et al., La politique familiale en France depuis 1945, Paris, La Documentation Française, 1985
- Didier Le Gall et Claude Martin (dir.), Familles et politiques sociales, Paris, L’Harmattan, 1998
- Didier Le Gall et Yamina Bettahar (dir.), La pluriparentalité, Paris, PUF, 2001
- Rémi Lenoir, Généalogie de la morale familiale, Paris, Seuil, 2003
- Claude Lévi-Strauss, Les structures élémentaires de la parenté, Paris, Mouton, 1981 (1re éd. 1949)

### M
- Mc Henry, P. C. & Price S. J., Families and Change, London, Sage Publications, 1994
- Claude Martin, L’après-divorce, Presses Universitaires de Rennes, 1997
- Martin, P. Des familles et des enfants : analyse bibliographique et approche méthodologique, 1988
- Agnès Martial, S’apparenter, ethnologie des liens de familles recomposées, MSH, 2003
- Georges Menahem, "Les rapports domestiques entre femmes et hommes s'enracinent dans le passé familial des conjoints" , Population, no 3, INED, Paris, 1989
- Georges Menahem, "Activité féminine ou inactivité : la marque de la famille du conjoint", Économie et Statistique, no 211, INSEE, Paris, 1988
- Georges Menahem, "L'activité professionnelle des mères a augmenté les chances de réussite de leurs enfants", Économie et Statistique, no 211, INSEE, Paris, 1988
- Georges Menahem, "Trois modes d'organisation domestique selon deux normes familiales font six types de famille", Population, no 6, INED, Paris, 1988
- Andrée Michel, Sociologie de la famille et du mariage, PUF, 1972
- Murdock G.P, La structure sociale, Paris, Plon, 1949

### O
- (en) D.H. Olson et J. DeFrain, Marriage and the Family : Diversity and Strengths, Mountain View (CA, É.-U.), Mayfield Publishing Company, 1997

- (en) D.H. Olson, Hamilton I. McCubbin, Howard Barnes, Andrea Larsen, Marla Muxen et Marc Wilson, Families : What Make them Work, Beverly Hills - Londres, Sage, 1983

### P
- (en) Talcott Parsons et R.F. Bales, Family : Socialization and Interaction Process, New-York, Free Press, 1955
- (en) G.R. Pierce, B.R. Sarason et I.G. Sarason, Handbook of Social Support and the Family, New York, Plenum, 1996
- R. Pillorget, La Tige et le Rameau : Familles anglaises et françaises XVIe siècle-XVIIIe siècle, Paris, Calmann-Levy, 1979
- Agnès Pitrou, Vivre sans famille ? : Les solidarités familiales dans le monde d’aujourd’hui, Toulouse, Privat, 1992
- Agnès Pitrou, La politique familiale : approches sociologiques, Paris, Syros, 1994

### R
- Louis Roussel et al., Le divorce et les Français, Paris, PUF, 1974
- Louis Roussel, Le mariage dans la société française, Paris, PUF, 1975
- Louis Roussel, La famille après le mariage des enfants, Paris, PUF, 1976
- Louis Roussel et O. Bourguignon, Générations nouvelles et mariage traditionnel, Paris, PUF, 1978
- Louis Roussel, L'enfant oublié, Paris, Odile Jacob, 2001
- Louis Roussel, La famille incertaine, Paris, Odile Jacob, 1989

### S
- Martine Segalen, Sociologie de la famille, Paris, Armand Colin, 2000
- Martine Segalen, Jeux de famille : parents, parenté, parentèle, Paris, CNRS, 1999
- Edward Shorter, Naissance de la famille moderne, Paris, Seuil, 1977
- François de Singly et Sylvie Mesure (dir.), « Le lien familial », Comprendre, Paris, PUF, no 2,‎ 2001
- François de Singly, Fortune et infortune de la femme mariée, Paris, PUF, 1987
- François de Singly (dir.), La famille, l’état des savoirs, Paris, La Découverte, 1991
- François de Singly, Sociologie de la famille, Paris, Nathan, 1993
- François de Singly, Le soi, le couple et la famille, Paris, Nathan, 1996
- François de Singly, Libres ensemble : L’individualisme dans la vie commune, Paris, Nathan, 2000
- François de Singly, Famille et individualisation, Paris, L’Harmattan, 2001, 2 tomes
- François de Singly, Les uns avec les autres, Paris, Armand Colin, 2003
- François de Singly (dir.), Enfants, adultes : Vers une égalité de statuts ?, Paris, Universalis, 2004
- Évelyne Sullerot, La crise de la famille, Paris, Hachette, 2000
- (en) M.B. Sussman, S.K. Steinmetz, G.W. Peterson et al., Handbook of Marriage and the Family, New York, Plenum, 1999

### T
- Claude Thélot et Michel Villac, Politiques familiales : bilans et perspectives, Paris, La Documentation Française, 1998
- Irène Théry, Le démariage, Paris, Odile Jacob, 1993
- Irène Théry et Marie-Thérèse Meulders-Klein (dir.), Les recompositions familiales aujourd’hui, Paris, Nathan, 1993
- Irène Théry, Couples, filiation et parenté aujourd’hui, Paris, Odile Jacob - La Documentation Française, 1998
- Jean-Pierre Thiollet, La vie plurielle : Les régimes d'union dans le nouveau cadre législatif, Paris, Axiome, 1999

### W
- Florence Weber, Séverine Gojard et Agnès Gramain, Charges de famille : Dépendance et parenté dans la France contemporaine, Paris, La Découverte, 2003
- Éric D. Widmer, Les relations fraternelles à l’adolescence, Paris, Presses universitaires de France, 1999
- Éric D. Widmer, Jean Kellerhals et René Levy, Couples contemporains : cohésion, régulation et conflit, Zurich, Seismo, 2003

## Publications dans des revues
- « Sociologie de la famille », L’Année sociologique, vol. 37,‎ 1987
- Rémy Lenoir, « L'État et la construction de la famille », Actes de la recherche en sciences sociales, nos 91-92,‎ 1992, p. 20-37
- Pierre Bourdieu, « À propos de la famille comme catégorie réalisée », Actes de la recherche en sciences sociales, no 100,‎ 1993, p. 32-36
- Linda Hantais et Marie-Thérèse Letablier, « Familles, travail et politiques familiales en Europe », Cahiers du Centre d’Études de l’Emploi, PUF, no 35,‎ 1996
- « Le meccano familial », Mouvements, La Découverte, no 8,‎ mars-avril 2000
- Patrick Festy, « Le déclin du mariage ? », Futuribles, no 255,‎ juillet-août 2000
- Tom W. Smith, « L’évolution de la famille aux États-Unis », Futuribles, no 255,‎ juillet-août 2000
- « Le lien familial », Comprendre, PUF, no 2,‎ 2001
- « De l’intimité », Sociologie et sociétés, vol. XXXV, no 2,‎ 2003
- « L’internet en famille », Réseaux, no 123,‎ 2004
- « Familles et politiques familiales », Cahiers français, La Documentation Française, no 322,‎ septembre-octobre 2004